# Kõrve
 Kõrve est un village de 19 habitants de la Commune d'Avinurme du Comté de Viru-Est en Estonie. 